# Carmelo García Barrena
Carmelo García Barrena (Bilbao, 1 de julio de 1926 - 24 de julio de 2000) fue un pintor español.
Se le puede considerar uno de los grandes pintores vascos de la segunda mitad del siglo XX.
Su obra fue muy variada en cuanto a temática: paisajes, figuras... plasmados con su particular impresionismo, y sus cuasi abstractos bodegones o naturalezas muertas, modelados a base de objetos a veces reconocibles, formas geométricas y armoniosas veladuras de color.
Un pintor influenciado por los maestros flamencos, debido a su formación, ya que fue en Bélgica donde se hizo pintor y descubrió la Pintura como forma de expresión artística. Pero sobre todo, fue impregnado por esta influencia flamenca porque fue uno de los cientos de niños evacuados durante la guerra civil española, y, parafraseando al escritor Luis de Castresana, en "aquellos años del éxodo y del llanto", conoció una tierra hospitalaria y pudo descubrir la utilidad de un regalo de lápices de colores, ya que en su modesto hogar bilbaíno no estaba permitido el lujo burgués de unos lápices de colores, acuarelas y caballetes.

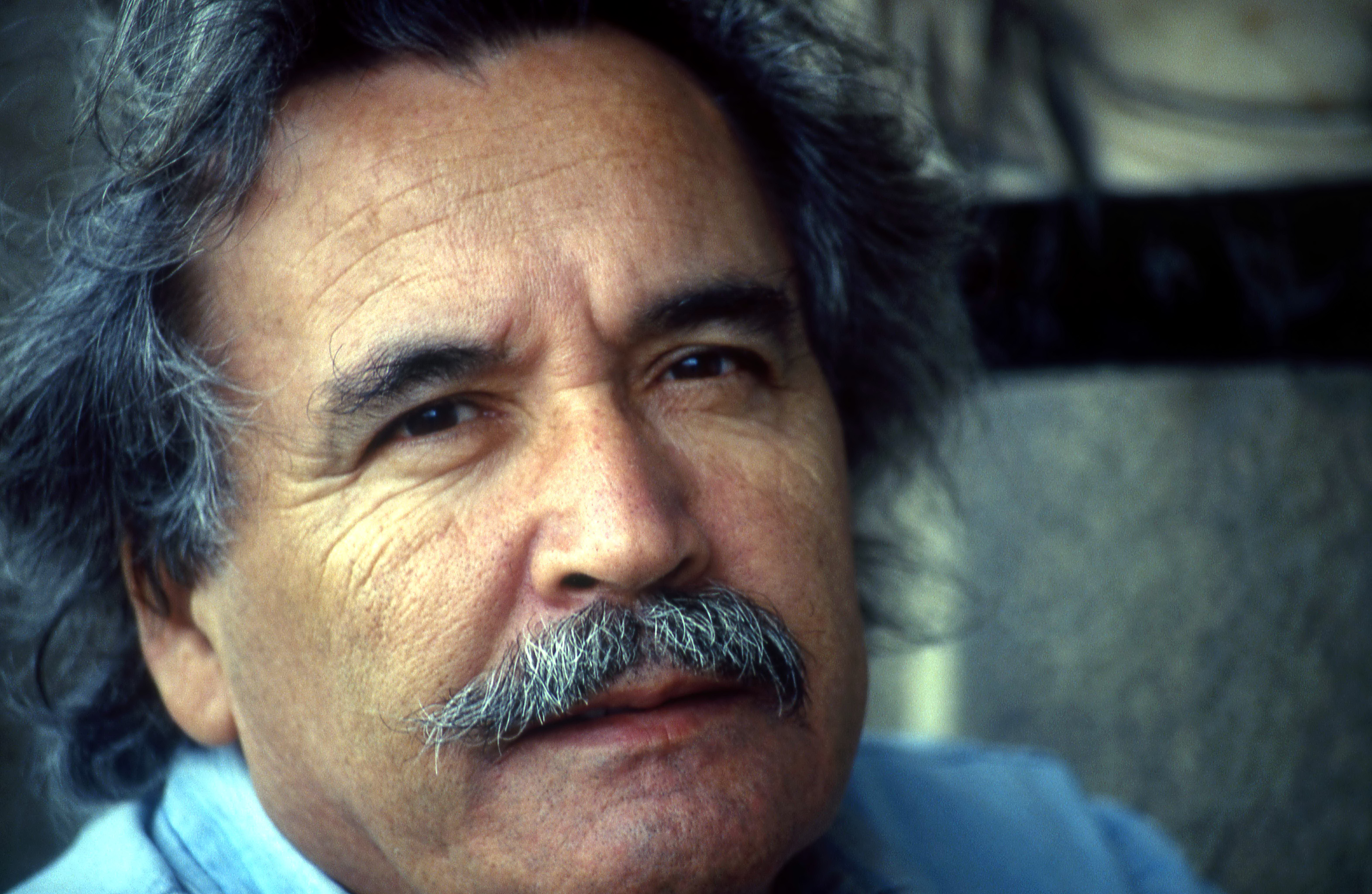
García Barrena, retrato

## Estilo y temática

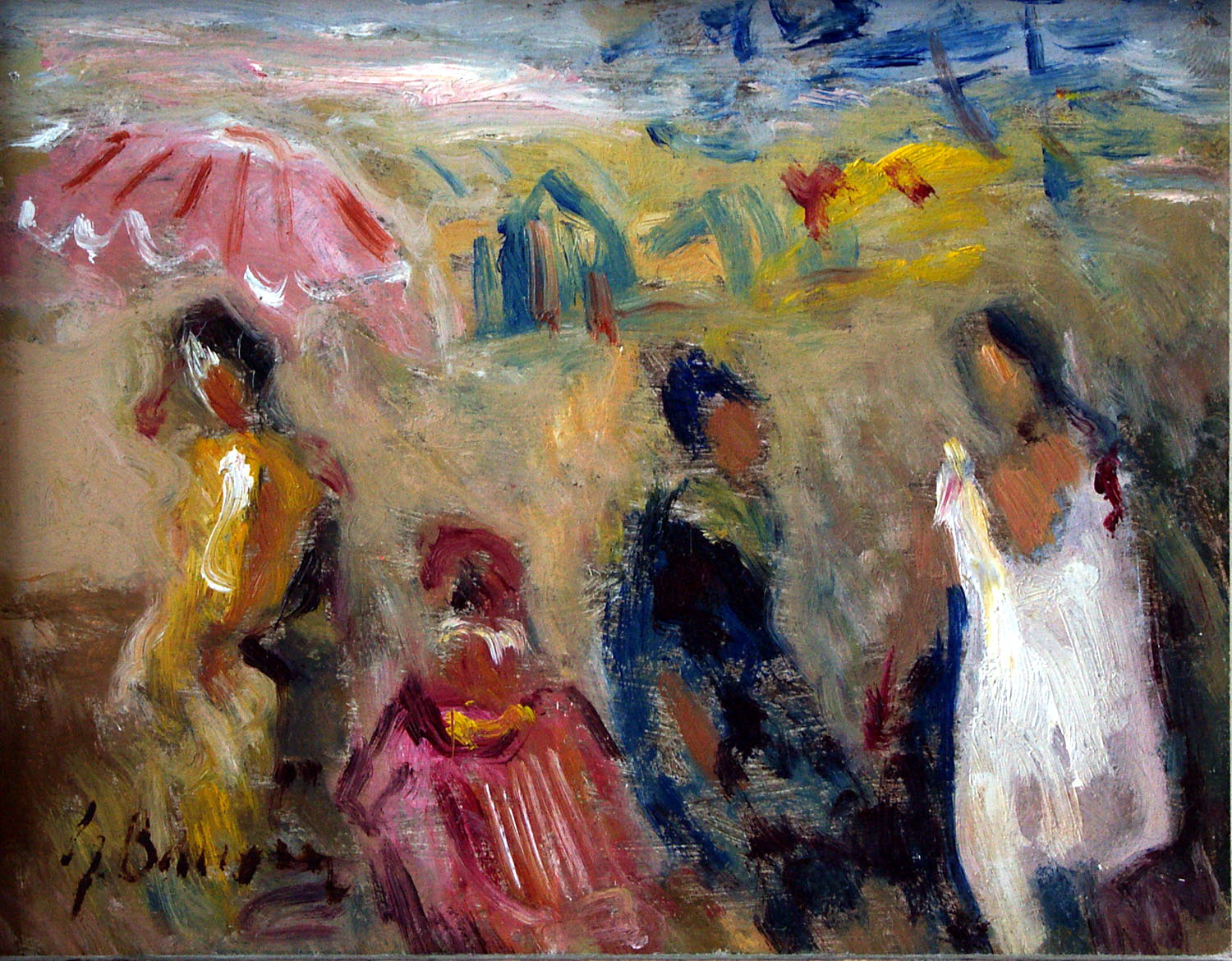
García Barrena, "4 Figuras"

Carmelo García Barrena fue uno de los centenares de niños que fueron evacuados de Bilbao durante la guerra civil española, en 1937, y que vivieron en Bélgica aquellos años del éxodo y del llanto, que el escritor Luis de Castresana noveló en "El otro árbol de Guernica". Allí le brotó a García Barrena la vocación pictórica, allí estudió, en la Escuela de Bellas Artes de Amberes, y allí se hizo pintor. Combinando la influencia de Amberes con su huella digital vasca, García Barrena consiguió en sus lienzos lo que es uno de los móviles más difíciles, más nobles y ambiciosos de la pintura: convertir la Verdad en Belleza. En eso y en su dominio de la técnica, en la seriedad de su preparación, en su hondo conocimiento del oficio y en su prodigioso sentido del color, se le notan a García Barrena, al unísono, la óptica y la raíz vascas y la sensibilidad, la rica, la inefable matización flamenca, siendo esta doble raíz estética la que da un contenido singular a su obra.

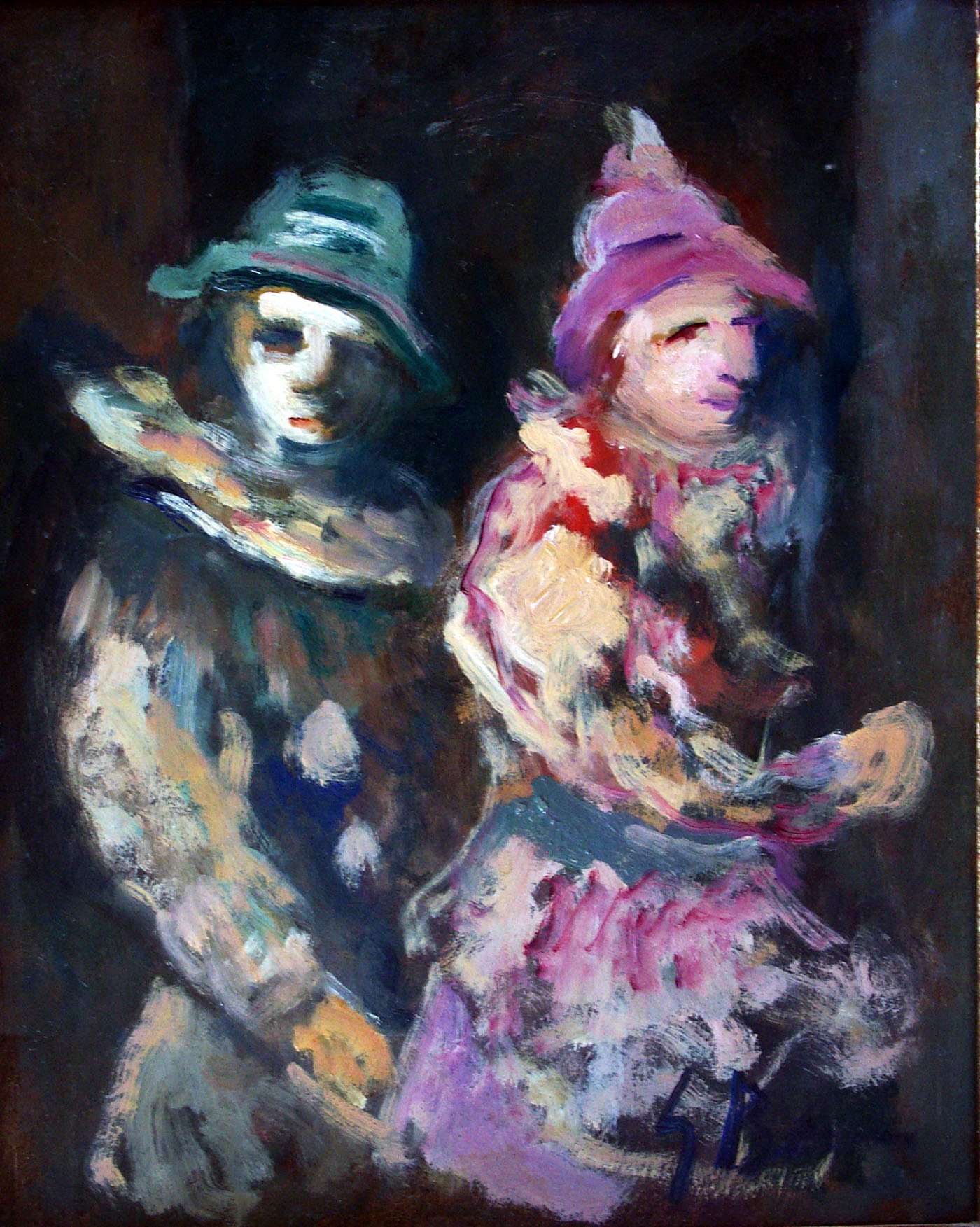
García Barrena, "Carnaval"

Su temática abarcó desde el paisaje hasta los grupos de figuras circenses y festivas, pasando por sus característicos bodegones, cuasi abstractos, tan peculiares, y personales,  que sin duda, representan lo mejor de su producción.

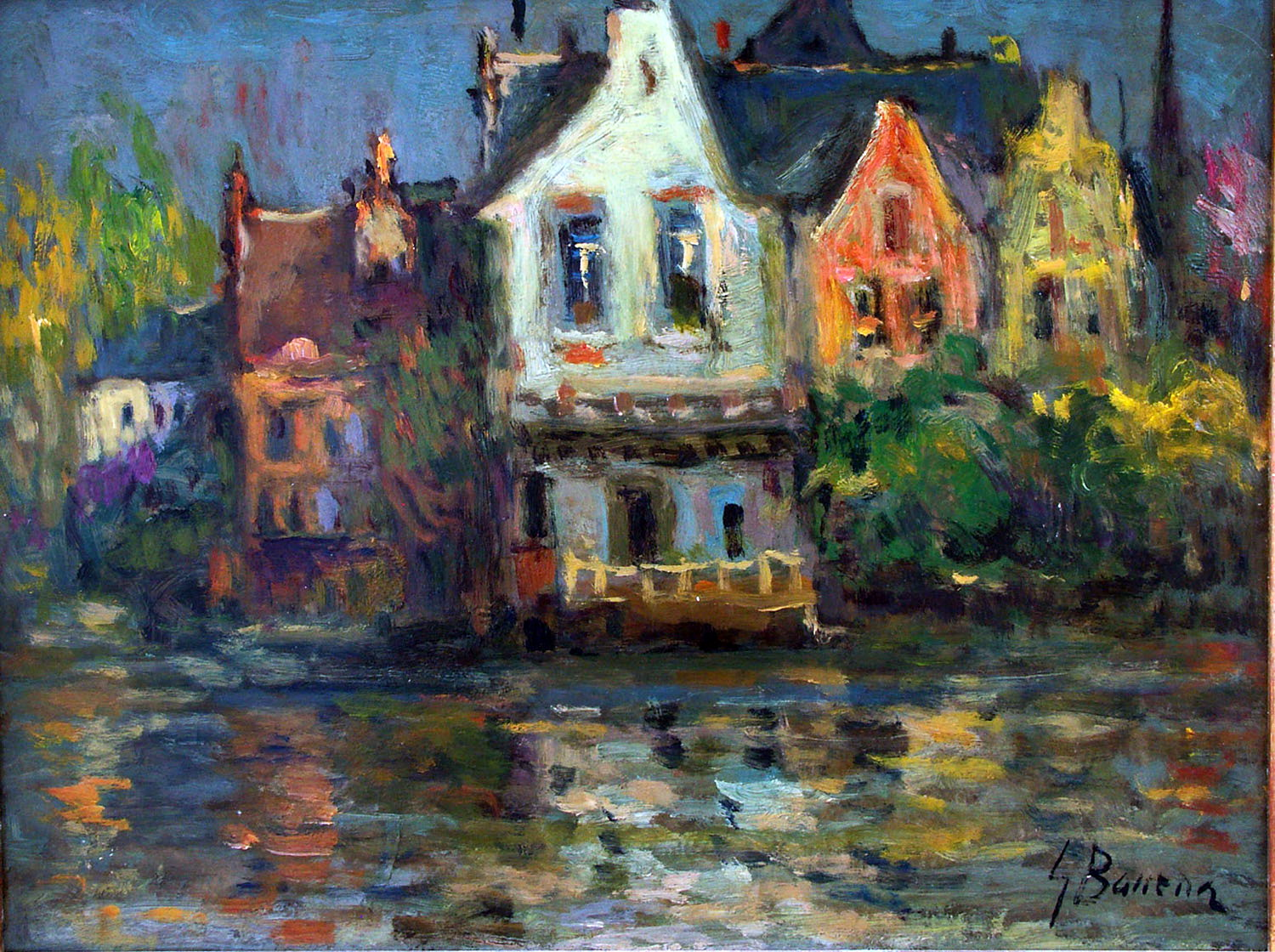
García Barrena, "Brujas"

Su estilo es hondamente intimista, seductor, elegante, trabajado de color, pleno de humanidad, sobriedad, sensibilidad, humildad y abundante de poesía. Motivos construidos desde los cimientos del impresionismo, con un titilar de luces cambiantes en las aguas, adoquines o campos de sus lienzos, nacidas de la jugosidad de los colores, con un fluido lenguaje de pincelada corta, casi puntillista, de toques sueltos, sobria, suelta, sin fundir, espontánea, vibrátil, a base de veladuras ligeras y jugosas, que van surgiendo como un pentagrama en el que armonizará la sinfonía de sutiles colores, envuelta en un elemento que es el protagonista de la obra de García Barrena: la luz, que modula y modela el tiempo y el espacio y se posa sobre el motivo, reconstruyéndolo, atestiguando la riqueza de la materia, inscrita en la proporción justa de un volumen flexible y satisfactorio.

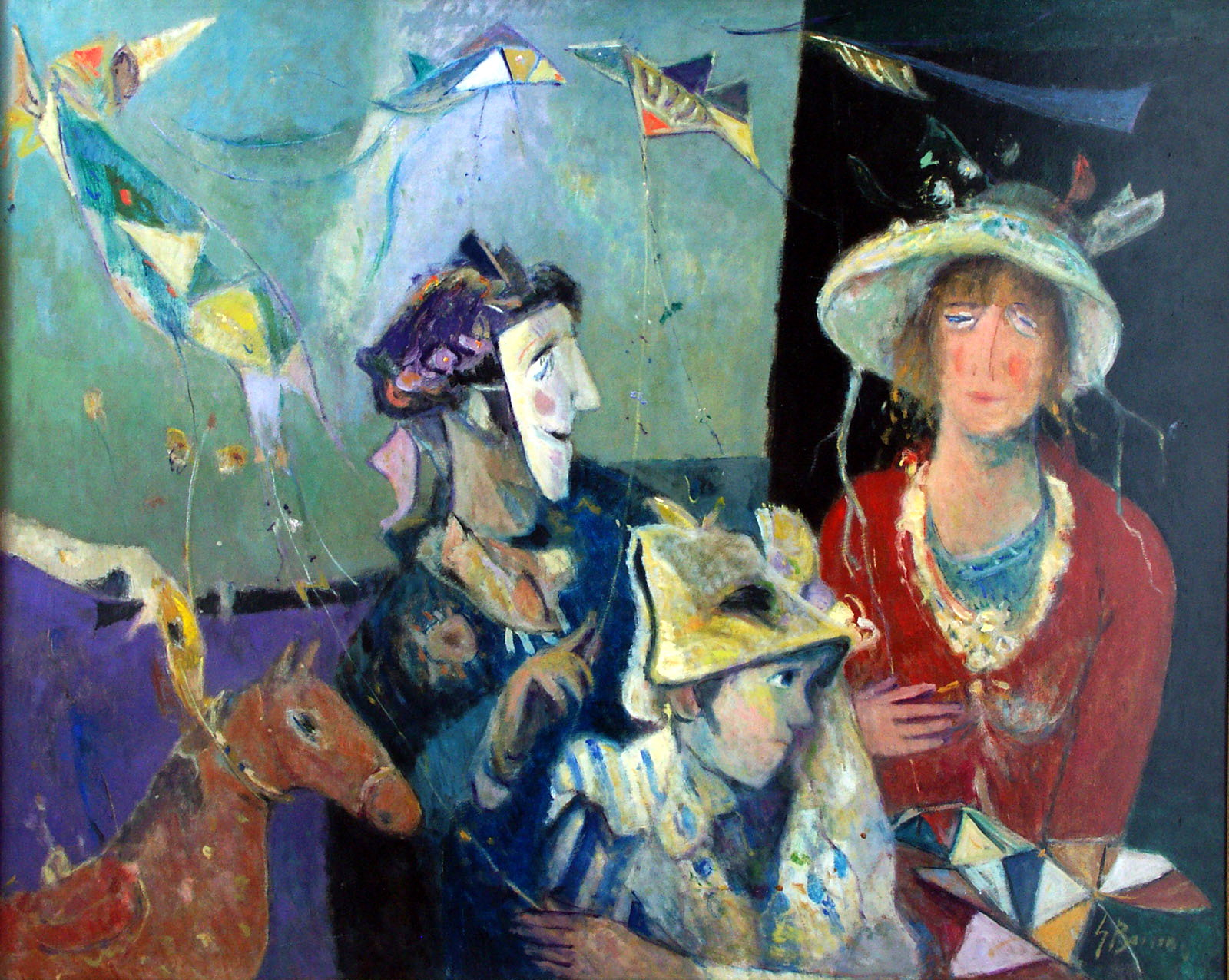
García Barrena, "Cometas y figuras"

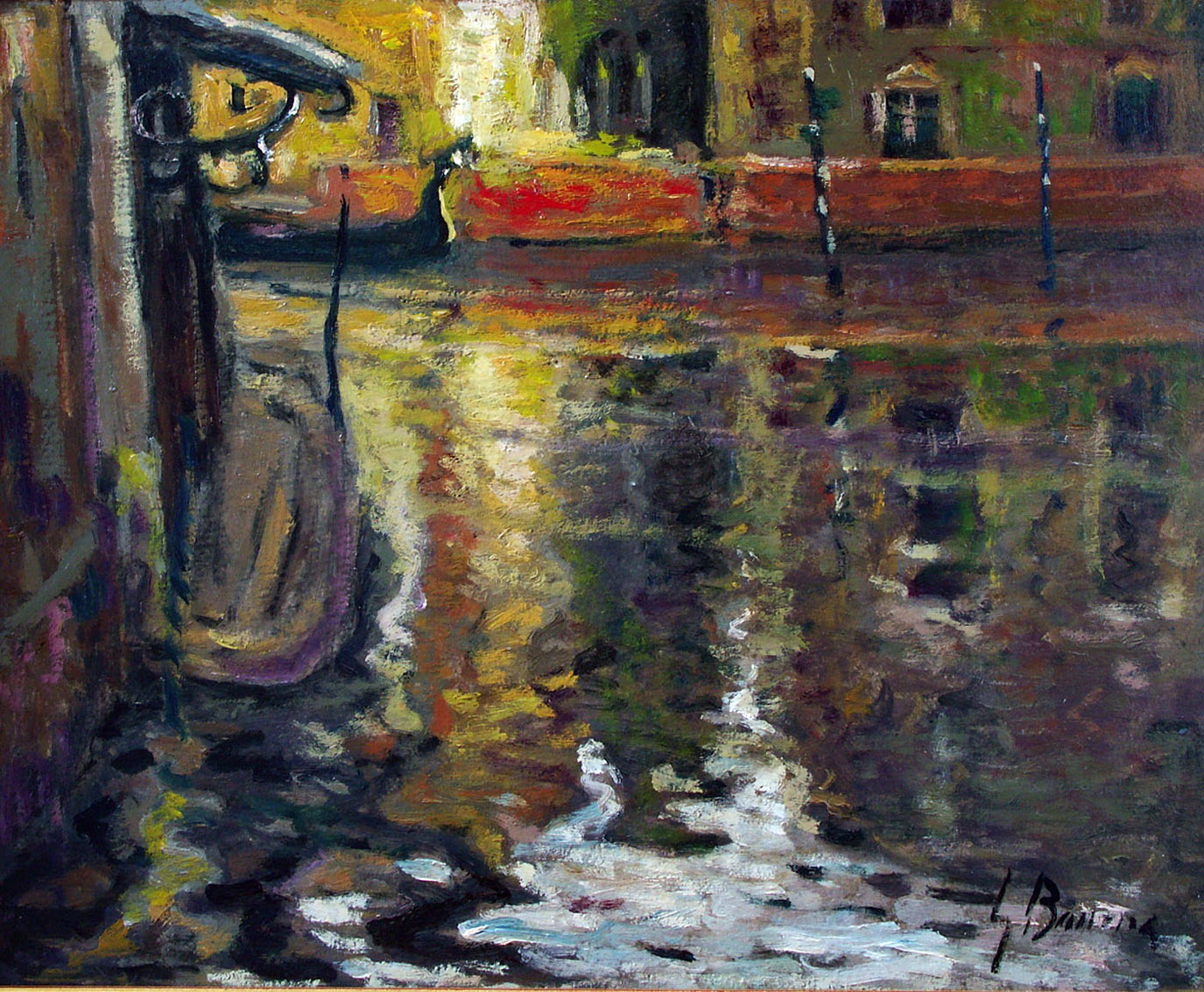
García Barrena, "Venecia"

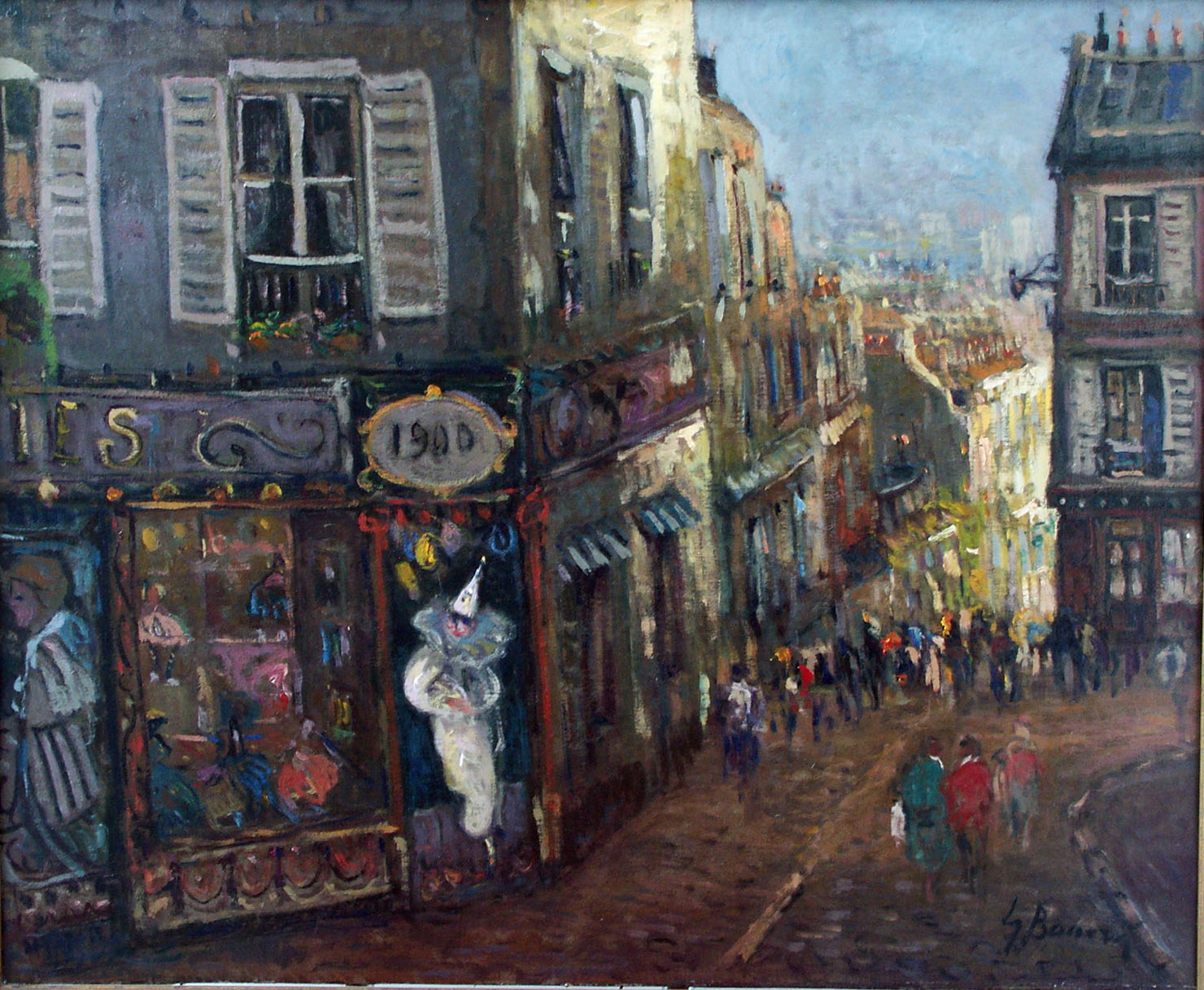
García Barrena, "Montmartre"

### Naturalezas muertas

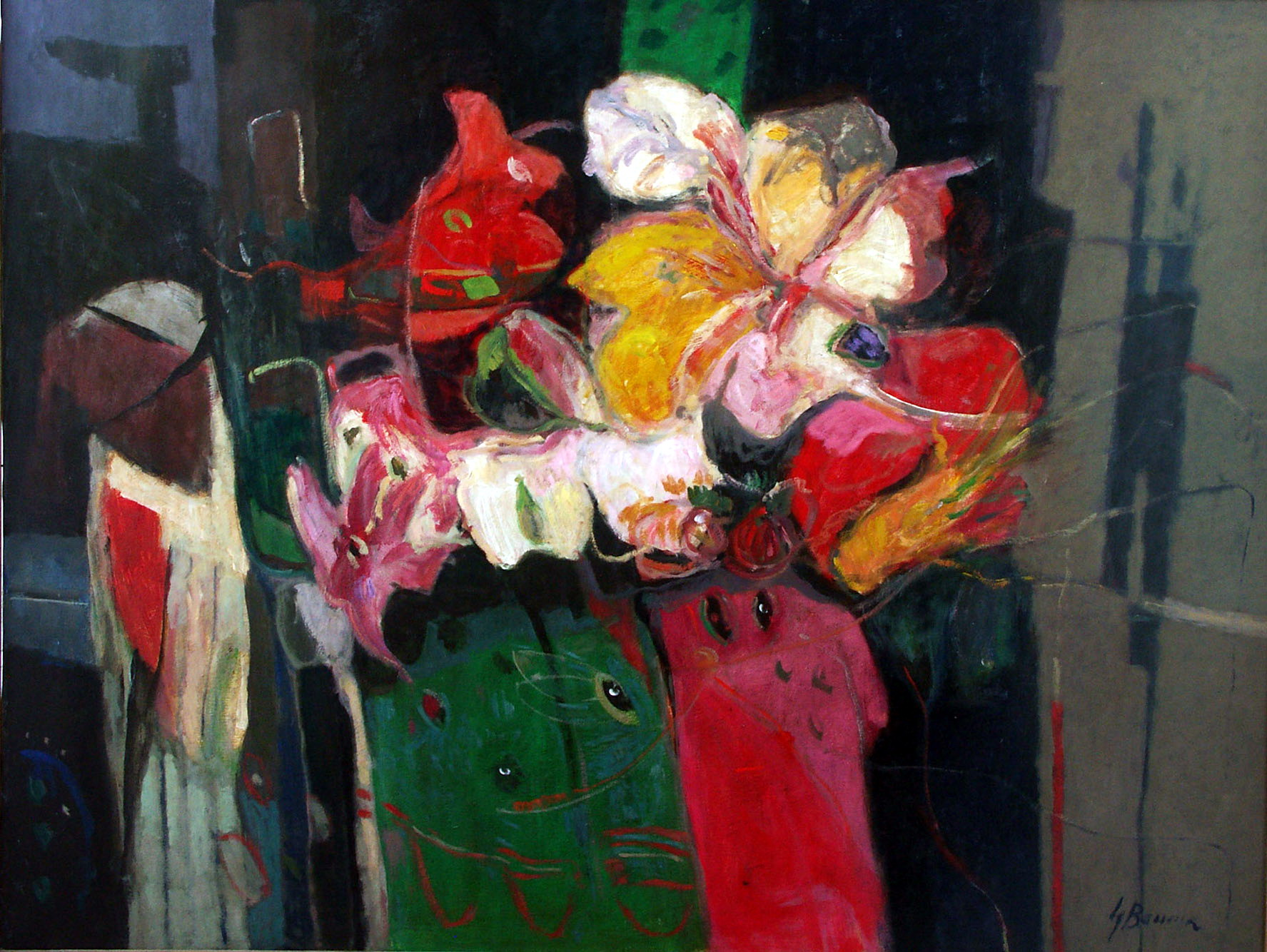
García Barrena, "Flores sobre una mesa

En la obra de García Barrena merece especial mención sus característicos bodegones, en los que el equilibrio de la composición y la armonía del color asumen pleno protagonismo, envolviendo de valores puramente plásticos la delicada y ensoñada, pero real presencia del cuadro.
Estas composiciones están formadas por planos lógicamente determinados mediante contrastes lumínicos que traducen las dimensiones del espacio, sin llegar en ningún momento a la abstracción pura y son apenas reducibles al género de la naturaleza muerta. Sus formas no quieren ser formas de nada, pero, no obstante, siempre hay en ellas alguna resonancia sentimental caldeada por el color
Los objetos representados en el lienzo han perdido su cualidad originaria (el florero, la cafetera, la cerámica, frutas, la porcelana...), para transformarse, mediante la precisa elaboración, en objetos independientes, quedando únicamente las sugerencias formales imprescindibles, donde las formas y gradaciones colorísticas perfectamente conjugadas, poseen la huella indeleble del hombre artista. El afán perseguido fundamenta su interés en la creación de una nueva entidad, no representando de modo tradicional un asunto, sino sirviéndose de él como excelente posibilidad de orden y color.

## Datos biográficos
Carmelo García Barrena fue uno de los centenares de niños que fueron evacuados de Bilbao durante la guerra civil española, en 1937, y que vivieron en Bélgica aquellos años del éxodo y del llanto, que el escritor Luis de Castresana noveló en "El otro árbol de Guernica". Allí le brotó a García Barrena la vocación pictórica, allí estudió, en la Escuela de Bellas Artes de Amberes, y allí se hizo pintor.
El año 1946 ingresa en la Academia de la Asociación Artística Vizcaína. Durante varios años se forma con los profesores Pelayo Olartúa y Antonio Santafé Largacha. Obtiene el primer premio Fin de Curso.
En el año 1952, en medio de un panorama desolado y nulo ambiente artístico de su ciudad natal, que necesariamente tenía que afectar en la sensibilidad y en las inquietudes artísticas de los jóvenes pintores de entonces, con muchas ilusiones y pocos medios, decide viajar por Europa. Visita París, Bruselas, Ámsterdam y Amberes. En esta última ciudad reside durante tres años. 
Se matricula en la Koninklijke Akademia voor Schone, donde estudia con el maestro flamenco Vanderverg. Para costearse los estudios, se emplea como repostero en una pequeña confitería de Amberes.
Trabaja y estudia aprovechando al máximo el ambiente artístico que conforta las inquietudes del joven pintor. 
Establece contacto con la pintura contemporánea europea, que estudia y valora en toda su significación. A su regreso a Bilbao, celebra varias exposiciones individuales y nacionales.
En 1957 viaja de nuevo a Holanda, pintando en Ámsterdam, Volendam, Zaandam y en la isla de Marken, frecuentando todos los centros artísticos más importantes. Sus conocimientos pictóricos fueron desarrollándose paulatinamente en formas más expresivas.
De nuevo en Bilbao, su carrera empieza a tomar un rumbo ascendente que le llevará a ocupar con el transcurso de los años, un lugar privilegiado entre los más destacados pintores nacionales. Obtiene importantes premios provinciales y nacionales.
Celebra varias exposiciones individuales en Bilbao y Madrid y participa en numerosas exposiciones colectivas en España y en el extranjero.
Año 1970. Con esa acumulación de experiencias vividas, realiza un nuevo viaje a París que se convierte en un lugar de encuentro, frecuentando la Academia de “La Grand Chaumier”. El camino recorrido a través de observaciones y estudios continuos, vienen a determinar la formación del pintor, llena de grandes proyectos que parecen convertirse en realidad. Ese mismo año la galería Frontera de Madrid, presenta una colección de maestros del dibujo con García Barrena, Martínez Ortiz, Ucelay, Largacha, Arteta, Acebal Idígoras, Ramón y Valentín de Zubiaurre.
En 1978 realiza ilustraciones en el libro: Temas Vizcaínos. Leyendas y Tradiciones de Navidad. En 1980, Ediciones Gavar de Madrid edita un libro “Vida y obra de García Barrena”, a todo color, en tres idiomas y con texto de A. M. Campoy. También se publicó otro libro en color por “Amigos de la Pintura”, con texto de Manuel Llano Gorostiza sobre la Obra de Carmelo García Barrena. En 1982 colabora en la ilustración del libro: Montes de Hierro. En 1985 en busca de nuevos temas para sus paisajes visita Italia, viajando por Pisa, Roma, Florencia y Venecia. En 1989 vuelve a París y visita la exposición de Gauguin del Grand Palais. En 1990 viaja a Ámsterdam para visitar la exposición del centenario de Van Gogh. En 1991 viaja a Amberes en Bélgica y visita una exposición del pintor James Ensor en el Museo Municipal. El año 1997 fue homenajeado por el Ayuntamiento de Fuenterrabía en agradecimiento por la donación de una de sus obras.

## Exposiciones

### Principales exposiciones colectivas en España
| Año  | Exposición                                                                                                 |
| 1962 | Medio siglo de arte en Vizcaya, Universidad de Deusto, en Bilbao                                           |
| 1964 | Exposición de artistas vascos en el Museo de Arte Moderno de Bilbao                                        |
| 1965 | Exposición homenaje a Heinrich Franger en la galería Grises de Bilbao                                      |
| 1965 | Exposición nacional de pintura de Alicante                                                                 |
| 1965 | Salón de Otoño de Sevilla                                                                                  |
| 1966 | VI Centenario de la fundación de Guernica                                                                  |
| 1966 | Exposición Nacional de Bellas Artes en el Palacio de Exposiciones del Retiro en Madrid                     |
| 1966 | XXI Exposición Nacional de Pintura en Linares (Jaén)                                                       |
| 1966 | Premio Azorín de Pintura Internacional Mediterránea                                                        |
| 1966 | Gran Premio de Pintura Vasca en Bilbao, San Sebastián, Vitoria y Biarritz                                  |
| 1967 | Exposición Minicuadros en galería Círculo 2 de Madrid                                                      |
| 1967 | IV Salón de Primavera en el Ateneo de Mahón                                                                |
| 1968 | Exposición "Artistas Vizcaínos" en el Museo de Arte Moderno de Bilbao                                      |
| 1968 | I Bienal de Seguros Bilbao en Bilbao, Madrid y Barcelona                                                   |
| 1969 | Exposición en el Ateneo de Valencia                                                                        |
| 1970 | Exposición "Nueve Pintores Vascos", inauguración de la galería Frontera de Madrid                          |
| 1970 | IX Certamen Internacional de Pintura de Pollensa                                                           |
| 1970 | Exposición "Libros y cuadros de Vizcaya" en los salones de exposiciones del Palacio Provincial de Zaragoza |
| 1970 | II Bienal de Seguros Bilbao en Bilbao, Madrid y Barcelona                                                  |
| 1971 | III Bienal Internacional Amis des Arts Plastiques de Mérinaz en Burdeos                                    |
| 1971 | Exposición "Cuatro Pintores de Bilbao" en la galería Libros de Zaragoza                                    |
| 1971 | Exposiciones itinerantes de la Dirección General de Bellas Artes en Madrid, Barcelona y Valencia           |
| 1973 | Exposición Nacional de Arte Contemporáneo en la Biblioteca Nacional de Madrid                              |
| 1973 | Exposición "El bodegón en la pintura española" en la galería Frontera de Madrid                            |
| 1973 | I Exposición de Arte Vasco Navarro en el Museo de Arte Moderno de Bilbao                                   |
| 1973 | Inauguración de la Galería Gavar de Madrid                                                                 |
| 1974 | Exposición "El País Vasco y la ría de Bilbao” en la galería Arteta de Bilbao                               |
| 1977 | Exposición "Dos pintores" (García Barrena y Uranga) en la galería Medievo de Fuenterrabía                  |
| 1977 | Exposición "Colectiva Bilbao" (G. Barrena, Cruceta, Uranga) en la galería Tártalo de Vitoria               |
| 1978 | Expo Arte'78 en el Palacio de Cristal en Madrid por la galería Gavar                                       |
| 1979 | Exposición de artistas vascos de la Feria del Campo de Madrid                                              |
| 1980 | XLVII Salón de Otoño, homenaje a Camón Aznar en Madrid                                                     |
| 1980 | Exposición de la Asociación Española de Pintores y Escultores en homenaje a Camón Aznar                    |
| 1981 | ARTEDER'81 en la Feria Internacional de Muestras de Bilbao por la galería Caledonia                        |
| 1982 | Exposición "Pintura Vasca. Precursores y Generación Intermedia. 1900-1936"                                 |
| 1982 | ARCO'82. Feria Internacional de Arte Contemporáneo, por la Galería GAVAR. Madrid                           |
| 1982 | Exposición extraordinaria de la galería Gavar                                                              |
| 1983 | ARCO'83. Feria Internacional de Arte Contemporáneo, por la Galería GAVAR. Madrid                           |
| 1986 | Exposición "Homenaje al Circo" del Banco de Bilbao en Madrid                                               |
| 1986 | Exposición organizada por Manos Unidas de artistas vascos pro campaña contra el hambre                     |
| 1987 | Exposición "Homenaje al Circo" del Banco de Bilbao en Barcelona y Bilbao                                   |
| 1988 | Exposición "Pintores Vizcaínos" organizada por el periódico El Correo Español                              |
| 1993 | "Adquisiciones 1982-1992" del Museo San Telmo de San Sebastián                                             |
| 1993 | Exposición en Arte Santander II                                                                            |
| 1993 | Exposición "Centenario del Puente Colgante" en la galería Bay-Sala de Bilbao                               |
| 1996 | Exposición "Encuentro con el Arte Actual" en la Sala Cultural Catalunya de Barcelona                       |
| 1996 | Exposición de los fondos artísticos de las Cajas Vascas en Bilbao, San Sebastián y Vitoria                 |
| 1996 | Artexpo'96                                                                                                 |
| 2006 | Exposición "Pintores Vascos de los siglos XIX y XX".                                                       |
| 2008 | Exposición "Artistas Vascos" en el Museo de Bellas Artes de Bilbao. Bilbao                                 |

### Exposiciones colectivas en el extranjero
| Año  | Exposición                                                                                |
| 1964 | I Bienal de la Unión Bayonaisse des Arts en Bayona                                        |
| 1971 | III Bienal Internacional Amis des Arts Plastiques de Mérinaz en Burdeos                   |
| 1973 | "Anthology of Spanish Painters" en la galería Rutland de Londres                          |
| 1975 | Exposición Antológica de Pintores Españoles en la Galería Rutland de Londres y París      |
| 1976 | Exposición "Four Spanish Painters" en la galería Sixty One de Londres                     |
| 1978 | Exposición "Pintura del País Vasco en Praga" en el Art Centrum de Praga                   |
| 1978 | Exposición en la galería Ramos de la Paz en México                                        |
| 1978 | Exposición "Pintura Vasca en Polonia" en el Museo Histórico de la Universidad de Varsovia |
| 1978 | Exposición "Pintores Españoles" en el Museo de Niara en Teherán                           |
| 1978 | Exposición en el Museo Górnóslaski Wbytomiom Malarstwa Baskijkiego en Polonia             |
| 1979 | VI Feria Internacional de Arte Contemporáneo FIAC'79 en el Grand Palais de París          |
| 1984 | Exposición "Artistes Contemporains" en el Salón de las Naciones en París                  |
| 1993 | Exposición "Peintres Basques" en el Salón de verano de la Forestiére en Arcachon, Burdeos |

## Premios
Desde 1951, año en que consiguió el Tercer Premio en el concurso “Rincones de Bilbao”, ha obtenido numerosos galardones y recompensas en su actividad profesional.
- 1951 Tercer Premio en el concurso “Rincones de Bilbao”
- 1958 Medalla de bronce en la Exposición Nacional, celebrada en Madrid.
- 1963 Premio de Honor, en el concurso de pintura al aire libre celebrado en Vizcaya.
- 1964 Primer Premio del “Salón Nacional de Estío”, Barakaldo
- 1966 Primer Premio del “Salón Nacional de Estío”, Barakaldo. Segundo Premio en el VI Centenario de la fundación de Guernica.
- 1968 Tercer Premio en la I Bienal de Seguros Bilbao. Premio "Círculo Mercantil", Academia de Bellas Artes de Sevilla
- 1969 Segundo Premio en la Sexta Anual Plástica de Pintura y Escultura de Vitoria.
- 1970 Premio Círculo Mercantil de la Real Academia de Bellas Artes de Sevilla. Tercera Medalla Nacional de Arte Contemporáneo en Madrid. Primer Premio en el IX Certamen Internacional de Pintura de Pollensa (Mallorca).
- 1975 Medalla de Oro en el II Certamen Vasco-Navarro de Pintura (Museo de Bilbao).

## Museos
García Barrena ha llegado a ocupar un lugar privilegiado entre los más destacados pintores nacionales, figurando obras suyas en los siguientes Museos.
1964, adquisición de dos obras por parte del Museo de Arte Moderno de Bilbao.
Año 1970, adquisición de dos cuadros por el Museo de Arte Contemporáneo de Madrid.
Año 1974, compra de dos obras por el Museo Provincial de Vitoria.
También existen obras de García Barrena en el Museo Camón Aznar de Zaragoza, en el Museo Provincial de Pollensa (Mallorca) y en el Museo San Telmo de San Sebastián.
Aparte de en todos estos Museos, también poseen obras de García Barrena numerosas entidades públicas y privadas de España y del extranjero.